# It's a Bear
It's a Bear er en amerikansk stumfilm fra 1924 af Robert F. McGowan.

## Medvirkende
- Joe Cobb som Joe
- Jackie Condon som Jackie
- Mickey Daniels som Mickey
- Allen Hoskins som Farina
- Mary Kornman som  Mary
- Ernie Morrison som Ernie
- Dick Henchen som Dick